# Bockenheimer-Syndrom
Das Bockenheimer-Syndrom ist eine sehr seltene Gefäßmalformation mit angeborenen, zunehmend sichtbar erweiterten Venen (Phlebektasien) an Armen und/oder Beinen, ein- oder beidseitig. Hinzu können Schmerzen, Schwellung, Muskelschwund und Ulcusbildung kommen.
Synonyme sind: Phlebektasie, diffuse genuine; Bockenheimer-Krankheit; englisch Venous malformations, multiple cutaneous and mucosal
Mitunter wird die Erkrankung als synonym mit dem Servelle-Martorell-Syndrom angesehen.
Die Erstbeschreibung stammt aus dem Jahre 1907 durch Philipp Bockenheimer.

## Verbreitung
Die Häufigkeit wird mit unter 1 zu 1.000.000 angegeben, die Vererbung erfolgt autosomal-dominant.

## Ursache
Der Erkrankung liegen Mutationen im TEK-Gen auf Chromosom 9 Genort p21.2 zugrunde, welches für eine Endotheliale Thyrosin Kinase kodiert.
Mutationen in diesem Gen finden sich auch beim GLC3E (Glaucoma 3E), einer Form des Angeborenen Glaukoms.

## Klinische Erscheinungen
Klinische Kriterien sind:
- Krankheitsbeginn als Neugeborenes oder Kleinkind
- großflächige Veränderung der Länge der Extremität von der Haut über alle Gewebeschichten bis zum Knochen.
- fortschreitend mit Schmerz, Schwellung, Verfärbung, Ulzeratio, Blutung, Funktionsstörung bis Frakturen.

## Diagnose
Die Diagnose ergibt sich aus der Kombination klinischer Befunde und kann durch humangenetische Untersuchung gesichert werden.

## Therapie
Die Behandlung besteht aus Kompressionskleidung, eventuell auch Sklerotherapie und Resektion.